# جاناتان لکو
جاناتان لکو یک بازیکن فوتبال اهل انگلستان است که در پست مهاجم در وست برومویچ آلبیون بازی میکند.